# Gerardus Johannes de Joncheere

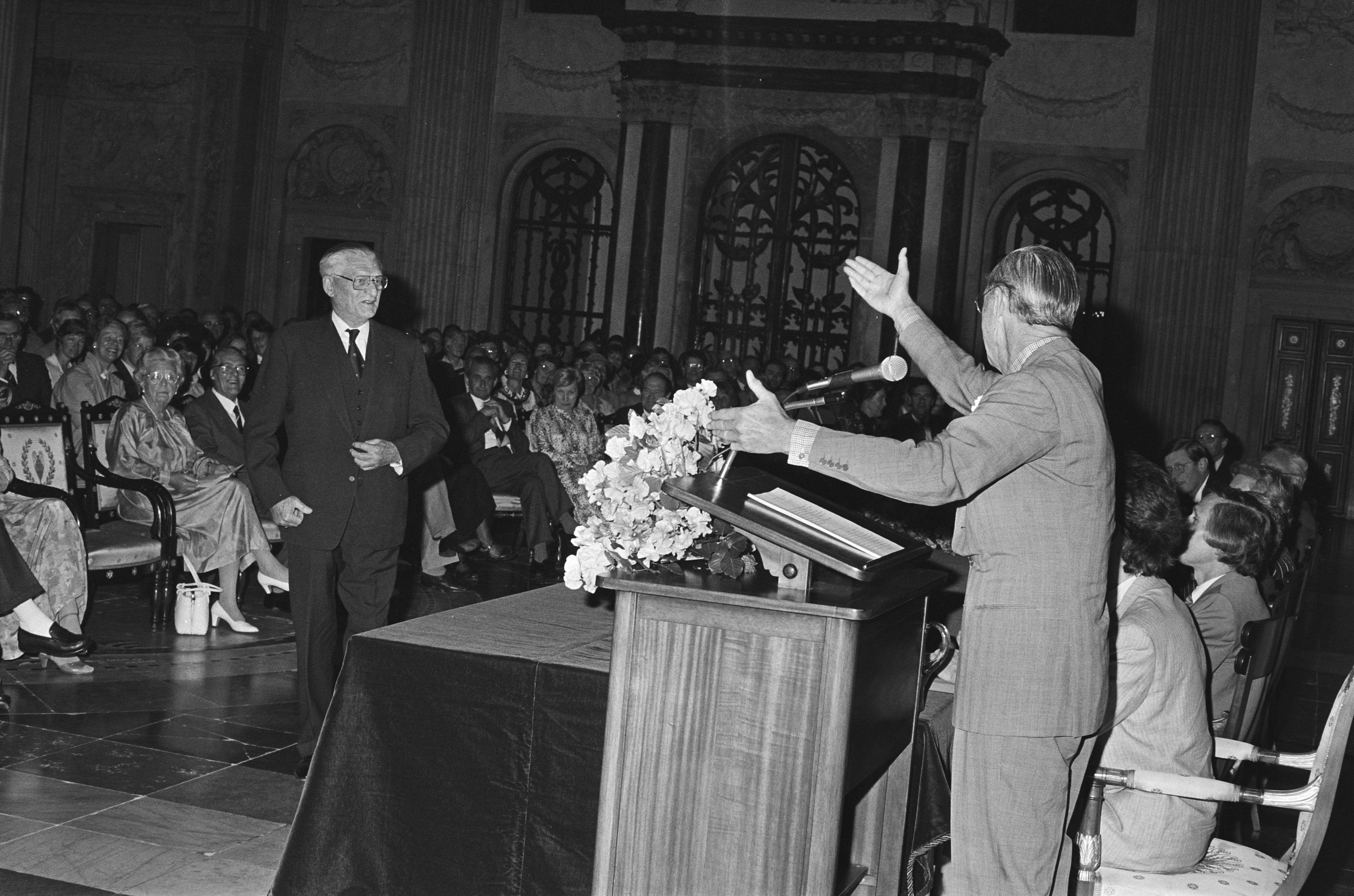
De Joncheere krijgt Zilveren anjer 1985)

Gerardus Johannes de Joncheere (Den Helder, 6 juli 1909 - Wassenaar, 8 januari 1989) was een Nederlands ondernemer en (amateur)bioloog.
Hij was zoon van Joanna Wilhelmina Hendrica Elisa ten Bosch en marine-officier Anton Constant de Joncheere. Hijzelf was getrouwd met Lotte Margo Adler.
Hij had een diploma op zak van de hogereburgerschool en wilde vanwege een vroege interesse wel biologie studeren. Vader had liever dat hij bij de Koninklijke Marine ging varen, maar daarvoor waren zijn ogen te slecht. Toch zocht hij het varen op; hij ging werken in de scheepvaart; hij vestigde zich in 1930 in Nederlands-Indië. Hij werkte er voor de Koninklijke Paketvaart Maatschappij. Hij wilde zich verdiepen in de plaatselijke flora en een boekwinkel maakte hem erop attent dat er binnenkort een goed boek uitgebracht werd over varens: Varenflora voor Java van C.A. Backer & Oene Posthumus. Hij bouwde zijn verzameling tropische varens uit totdat de familie Joncheere werd geïnterneerd in een Jappenkamp. Na die ellendige tijd bleek van zijn verzameling niets meer over. Een verhuizing naar Australië bracht ook deze liefde een nieuwe impuls; hij zette zijn hobby bij terugkomst in Nederland weer voor. In die tijd werkte hij voor Phs. van Ommeren. Hij kon daarbij constateren dat het aantal varensoorten in Nederland vrij beperkt was (zes varensoorten) in vergelijking met de rest van de wereld. Zijn werkzaamheden voor onder andere de Oranje Lijn en zijn Zuid-Afrikaanse vrouw brachten hem de hele wereld over en overal ging hij achter de varens aan. In 1975 ging hij met pensioen en kreeg zijn hobby de overhand. Vanwege zijn kennis over de varens kon het Rijksherbarium met Elbert Hennipman hem goed gebruiken. Hij zou er tot 1988 (onbezoldigd) (ere)staflid zijn. Voor die instelling determineerde hij binnenkomende varens als ook de opgeslagen varens en wist ze opnieuw te catalogiseren. Hij ging soms weer op pad naar bijvoorbeeld Celebes, maar kon dat op latere leeftijd niet meer volhouden.
De Joncheere verzorgde de rubriek varens in Heukels' Flora van Nederland van Hendrik Heukels. In 1985 werd hij onderscheiden met de Zilveren Anjer, maar kon er maar kort van genieten.
Hij overleed op 79-jarige leeftijd vlak na zijn oudste dochter Maal(tje) (Mathilde Elisabeth) en werd in besloten kring gecremeerd.